# Purpuryna
Purpuryna, 1,2,4-trihydroksyantrachinon – organiczny związek chemiczny, trójhydroksylowa pochodna antrachinonu. Stosowana do barwienia bawełny, jako barwnik mikroskopowy i odczynnik do wykrywania związków boru. Ponadto jest wykorzystywania do otrzymywania innych barwników.
Po raz pierwszy została wyizolowana w czystej formie przez Pierre’a Jeana Robiqueta i Jean-Jacques’a Colina w 1827 roku z korzenia marzany barwierskiej (korzeń marzany stosowany był w technikach barwienia już w XIII w.). Współcześnie otrzymuje się ją przez utlenianie alizaryny (1,2-dihydroksyantrachinonu) lub chinizaryny (1,4-dihydroksyantrachinonu).